# Automóvel híbrido plug-in

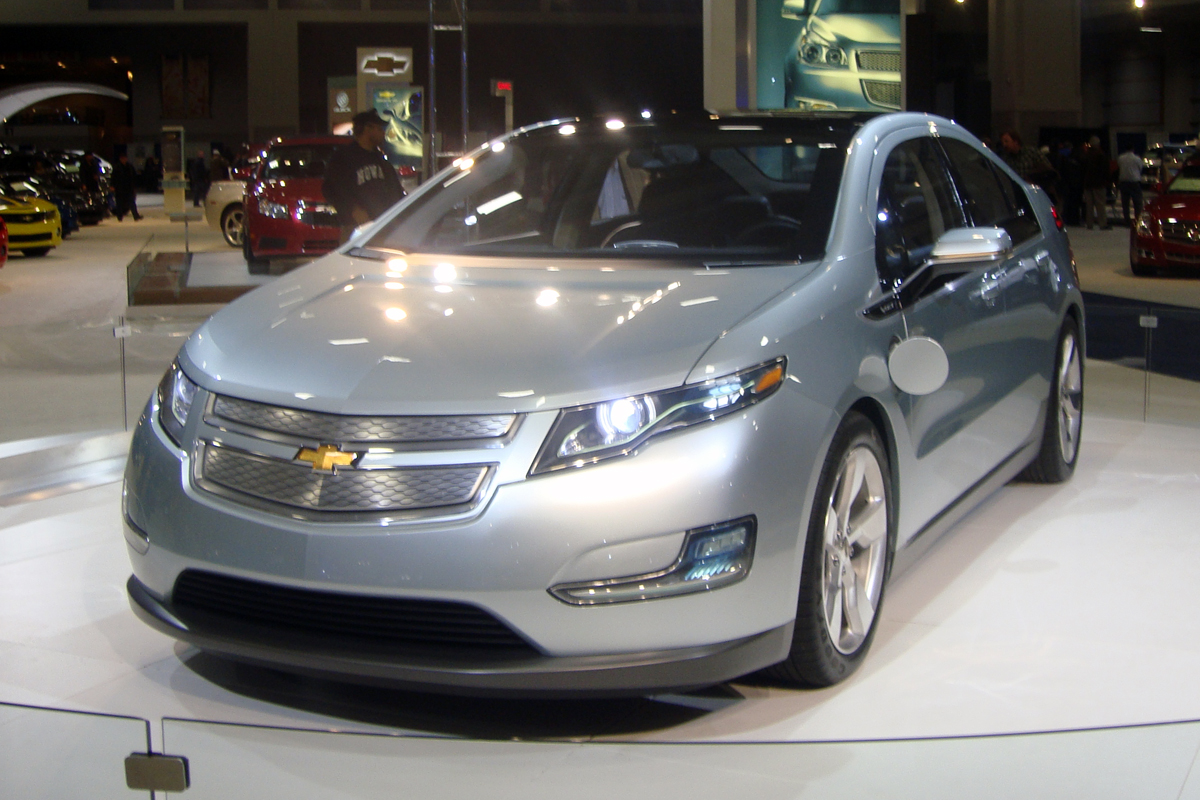
O Chevrolet Volt é um híbrido plug-in que foi lançado nos Estados Unidos em 2010.

Um automóvel híbrido plug-in (também conhecido em Portugal como "automóvel híbrido com alimentação através da rede elétrica" ou "veículo híbrido elétrico recarregável") é um automóvel híbrido cuja bateria utilizada para alimentar o motor elétrico pode ser carregada diretamente por meio de uma tomada. Este tipo de automóvel possui as mesmas características dos automóveis híbridos convencionais, tendo um motor elétrico e um de apoio motor a explosão. No híbrido tradicional, a bateria é carregada unicamente por meio do motor a explosão ou em alguns poucos casos pela energia regenerativa da frenagem. Essa possibilidade de alimentação alternativa diretamente da rede elétrica faz com que o modelo plug-in possa operar com uma quantidade significativamente reduzida de combustível fóssil.
A maioria dos carros de tomada são de passeio, mas há também umas versões de caminhonetes comerciais, caminhões de serviço público, ônibus escolar, motocicletas, scooters, e veículos militares.
O custo para reabastecer a eletricidade do plug-in foi estimado em menos de um quarto do custo da gasolina. Comparado aos veículos convencionais, o plug-in pode reduzir a poluição do ar, dependência sobre petróleo, e diminuir a emissão de gases poluentes  na atmosfera. Os carros de tomada rodam parte do trajeto diário (entre 25 e 60 ou 100 km) no modo exclusivo elétrico (com o Motor de Combustão Interna desligado). Neste modo exclusivo elétrico, as emissões são nulas. Quando o limite de carga mínimo da(s) bateria(s) é atingido, o m.c.i. é ligado e o veículo passa a funcionar como um híbrido convencional. A frenagem regenerativa, também utilizada, é acionada quando o freio é pressionado para reduzir a velocidade, transformando a energia cinética do veículo em energia elétrica, armazenada na bateria.

## Modelos de produção

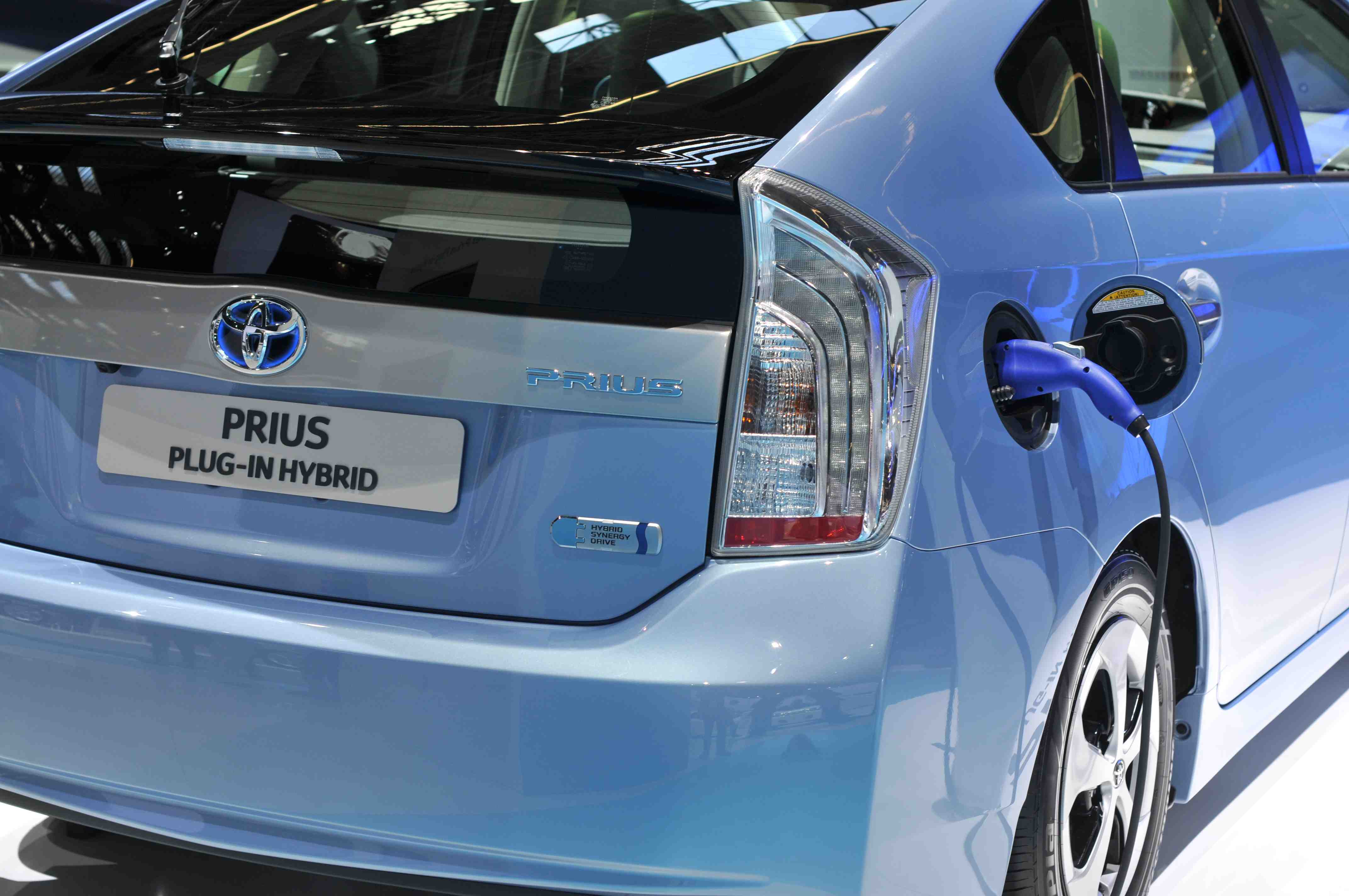
O Toyota Prius Plug-In Hybrid foi lançado no Japão, Estados Unidos, Canadá e na Europa em 2012.

O BYD F3DM foi lançado no mercado chinês no dia 15 de dezembro de 2008, tornando-se no primeiro híbrido plug-in de de produção comercial no mundo, mas, até dezembro de 2010, somente 465 haviam sido vendidos. O Chevrolet Volt da General Motors foi lançado nos Estados Unidos em dezembro de 2010. Até janeiro de 2013 a família Volt já tinha vendido mais de 40.000 carros incluindo os modelos Ampera lançados na Europa no final de 2011. As entregas do Volt no Canadá começaram em setembro de 2011, e já haviam sido vendidas 1.500 unidades até dezembro de 2012. Entregas do Fisker Karma começaram nos Estados Unidos em novembro de 2011.

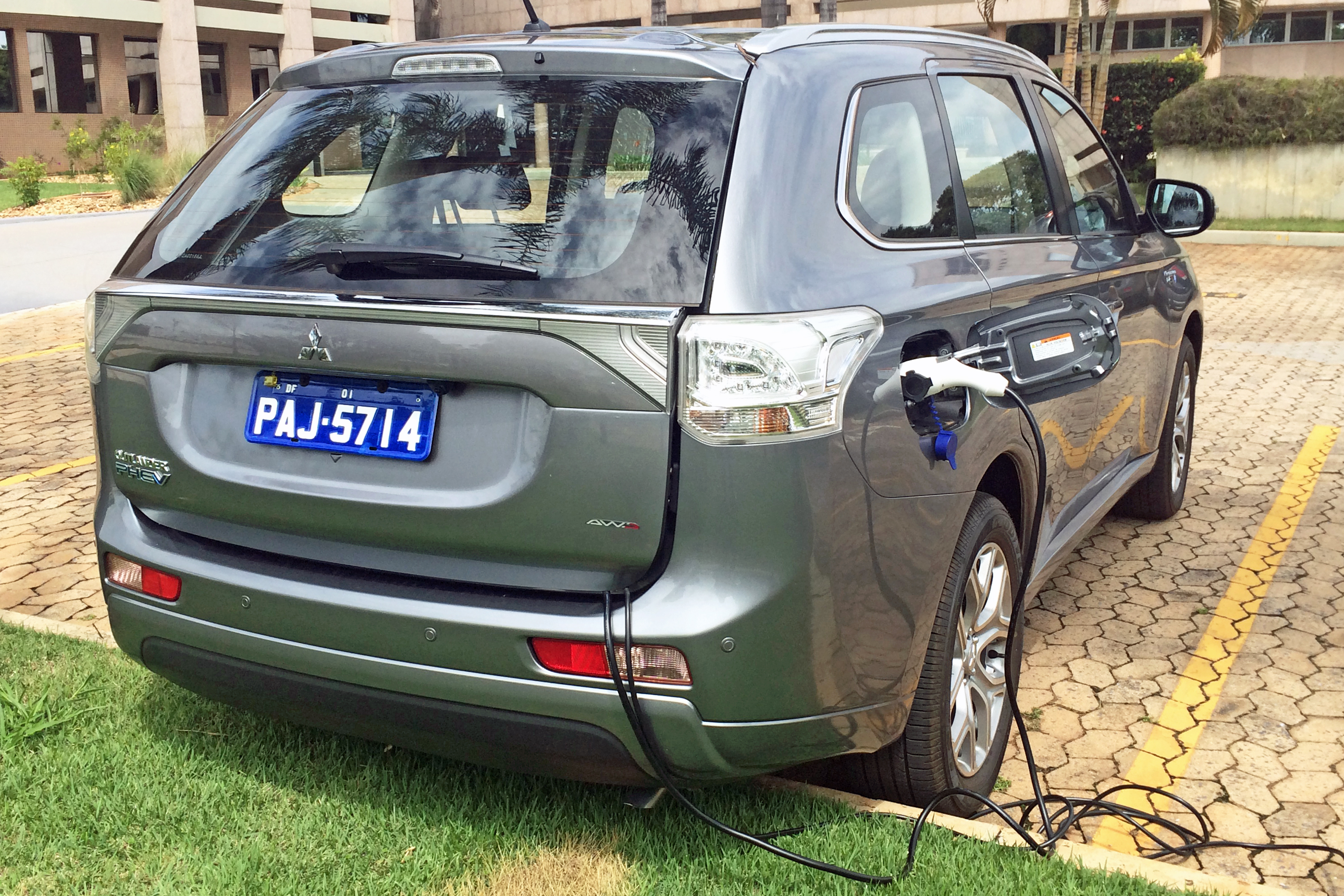
O Mitsubishi Outlander P-HEV está disponível no mercado brasileiro.

O Toyota Prius Plug-In Hybrid foi lançado no mercado em 2012, e vendeu quase 25.000 unidades até dezembro de 2012. O Prius Plug-In tem um alcance em modo 100% elétrico de 23 km (14.5) com velocidade até 62 mph (100 km/h). Em 2012 também foram lançados o Ford C-Max Energi nos Estados Unidos e o Volvo V60 Plug-in Hybrid na Suécia. Em janeiro de 2013 foram lançados o Honda Accord Plug-in Hybrid na California e Nova York, o Mitsubishi Outlander P-HEV no Japão, e o Ford Fusion Energi nos Estados Unidos. O Fusion Energi tem uma autonomia em modo 100% elétrico de 34 km (21 mi).
Outros modeles disponíveis em setembro de 2014 incluem: BMW i8, BYD Qin, Cadillac ELR, McLaren P1, Porsche 918 Spyder, Porsche Panamera S E-Hybrid e Volkswagen XL1.

## Galeria

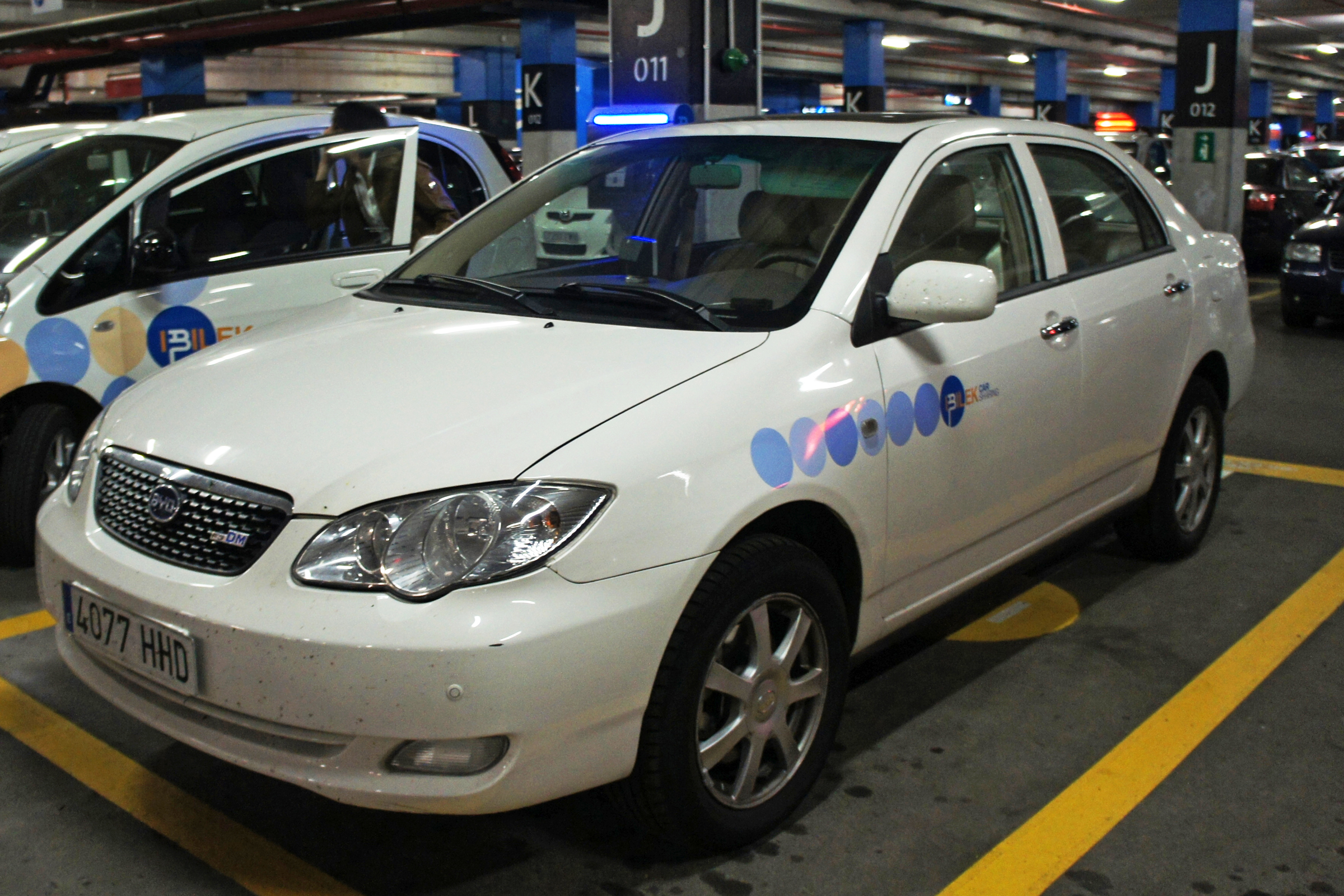
BYD F3DM
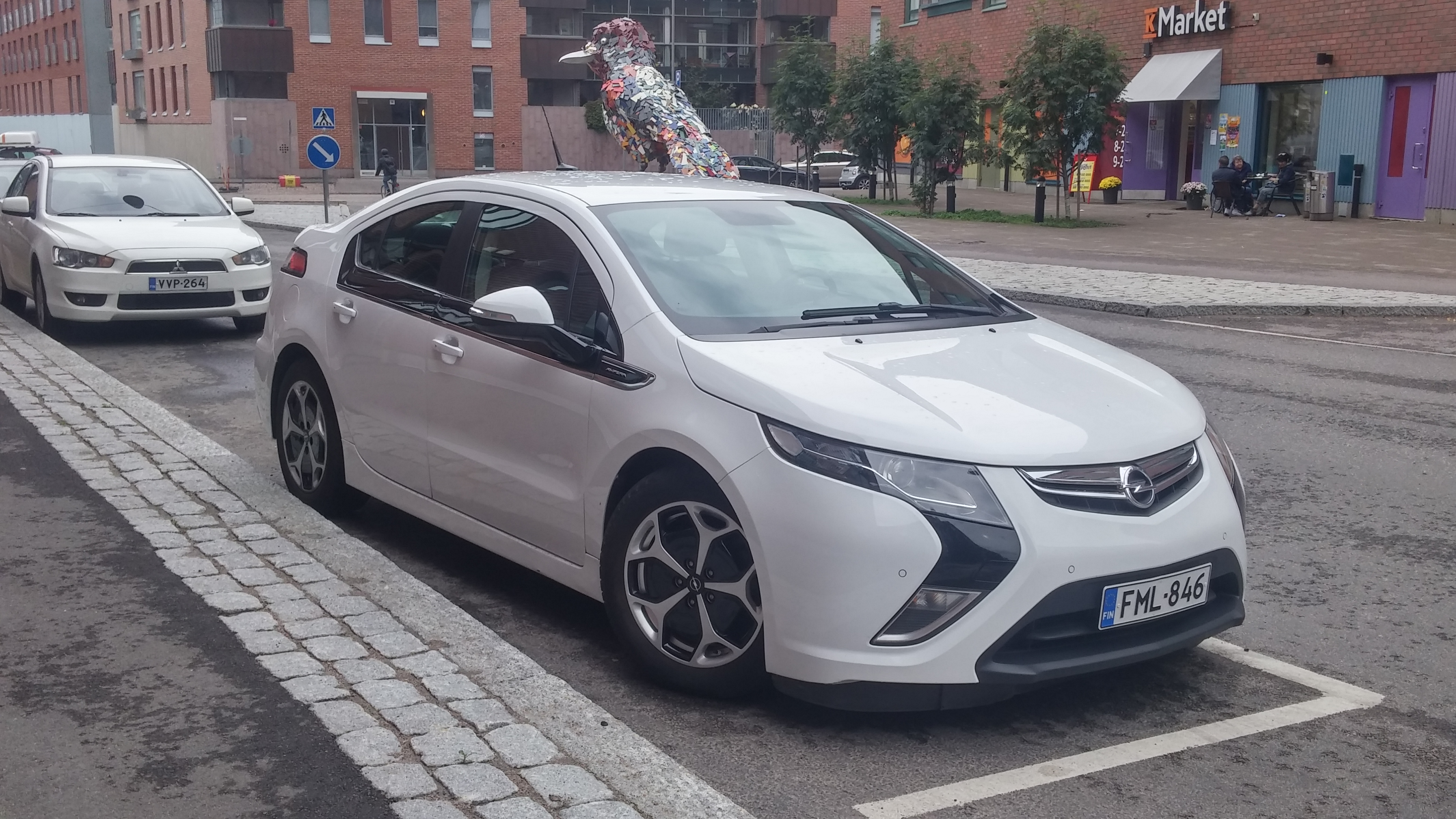
Opel Ampera
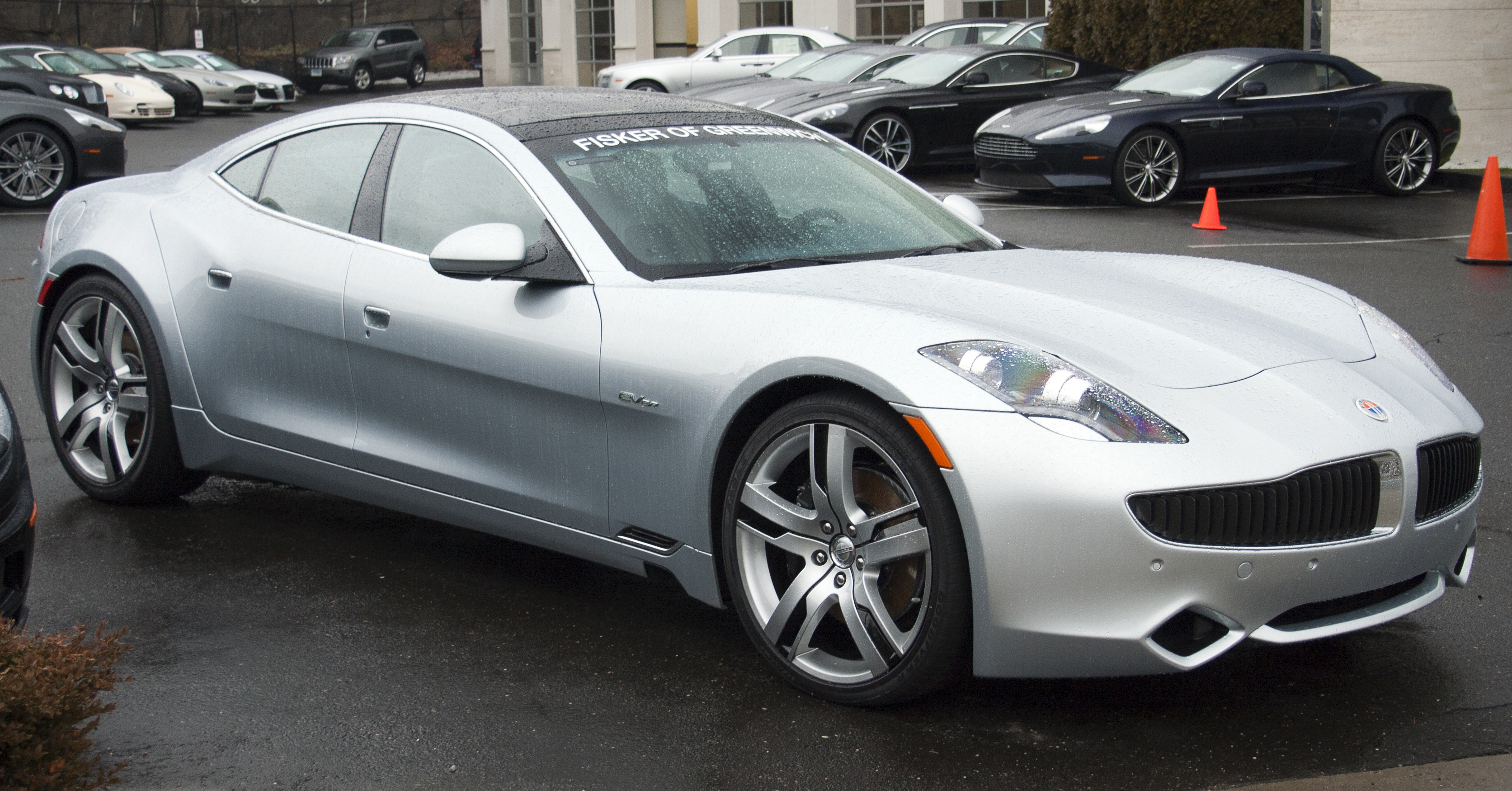
Fisker Karma
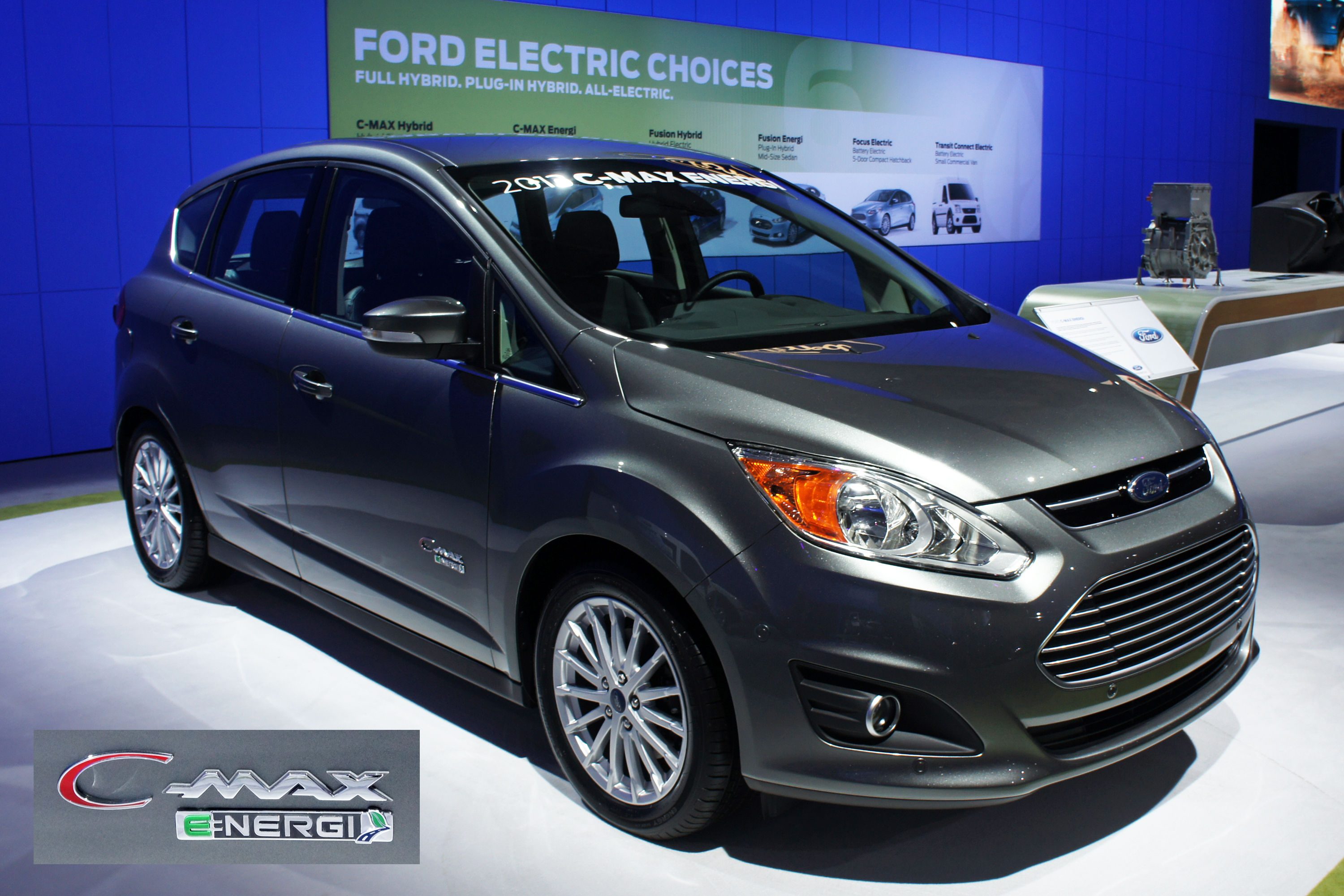
Ford C-Max Energi
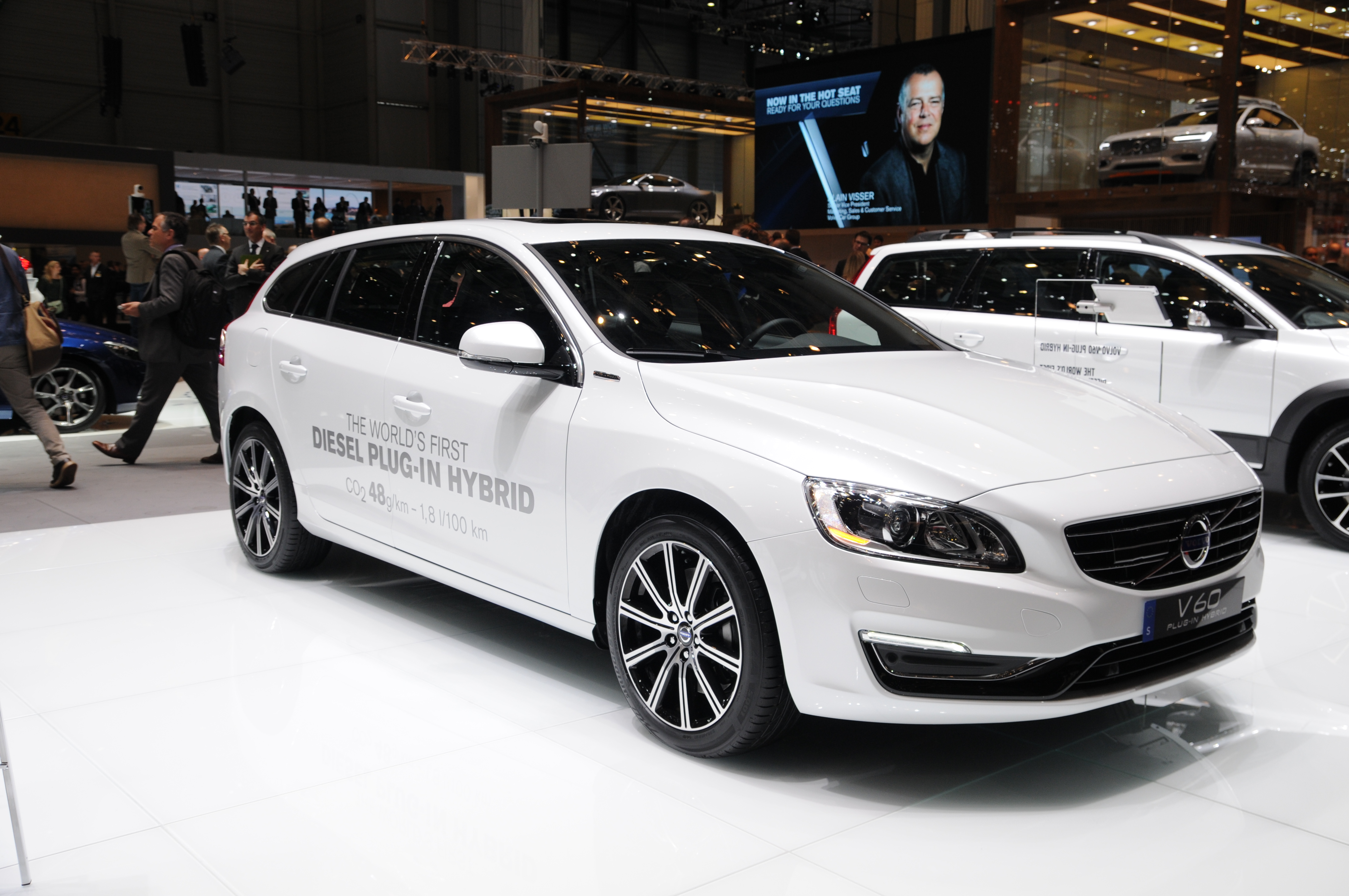
Volvo V60 Plug-in Hybrid
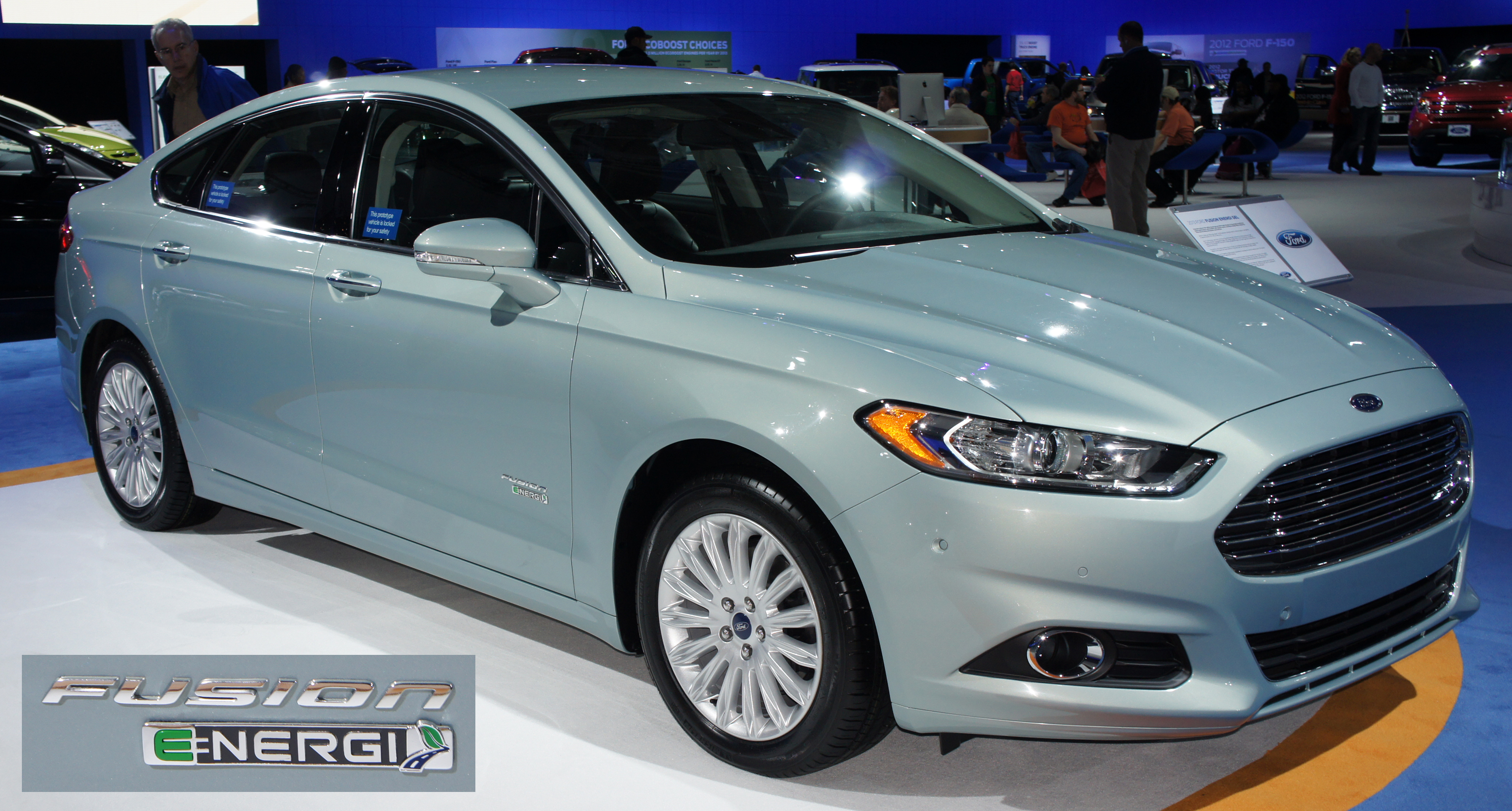
Ford Fusion Energi
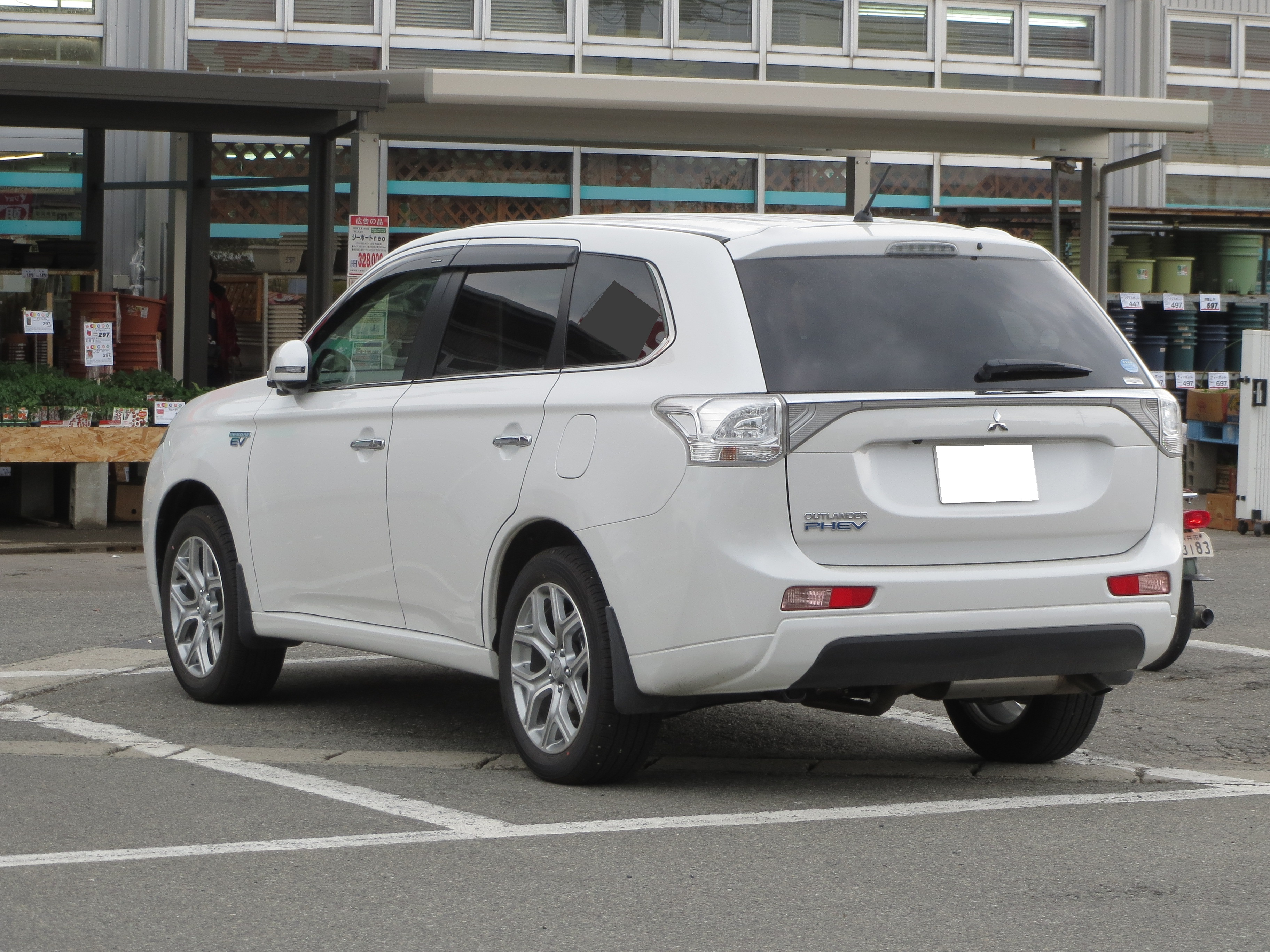
Mitsubishi Outlander P-HEV
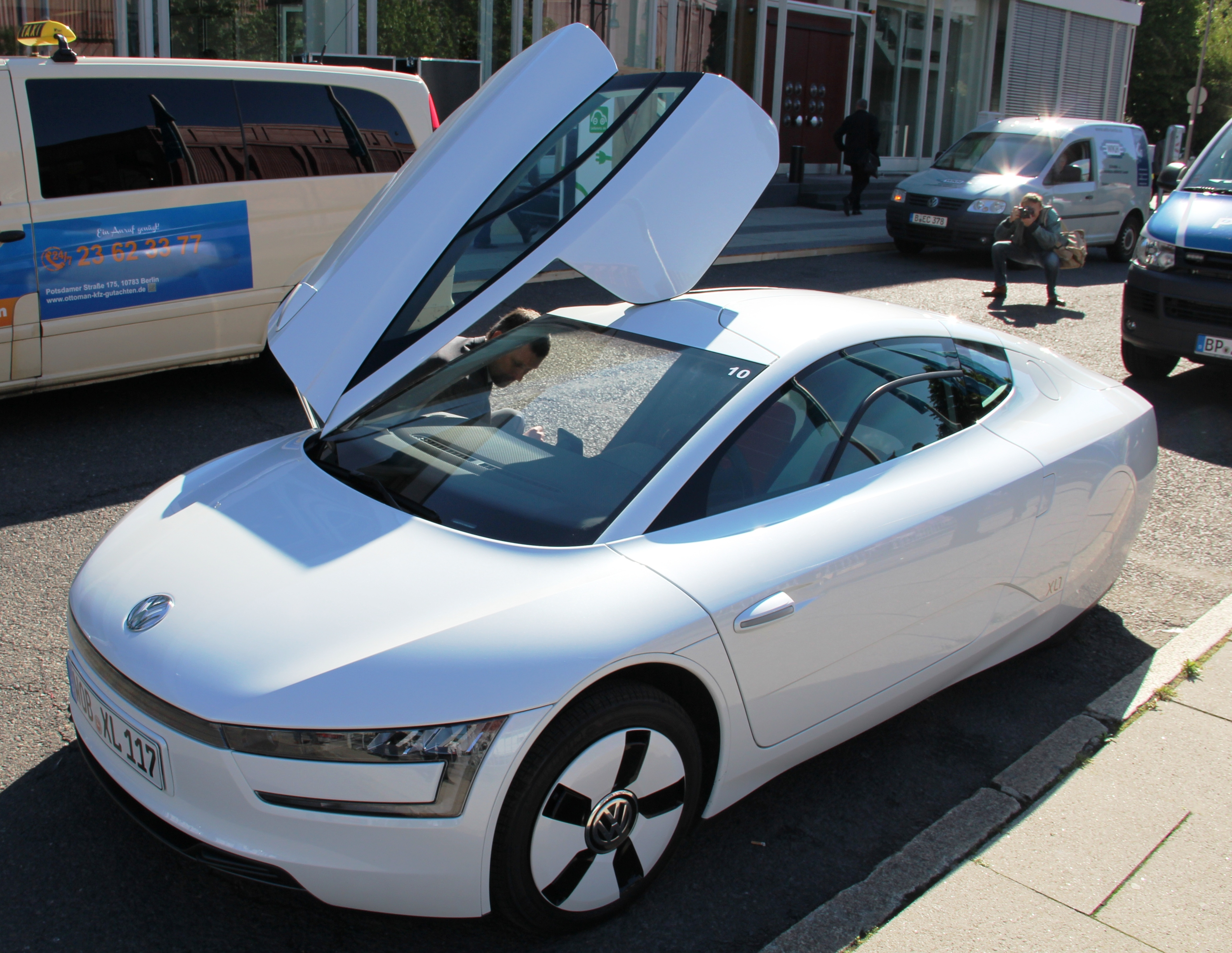
Volkswagen XL1
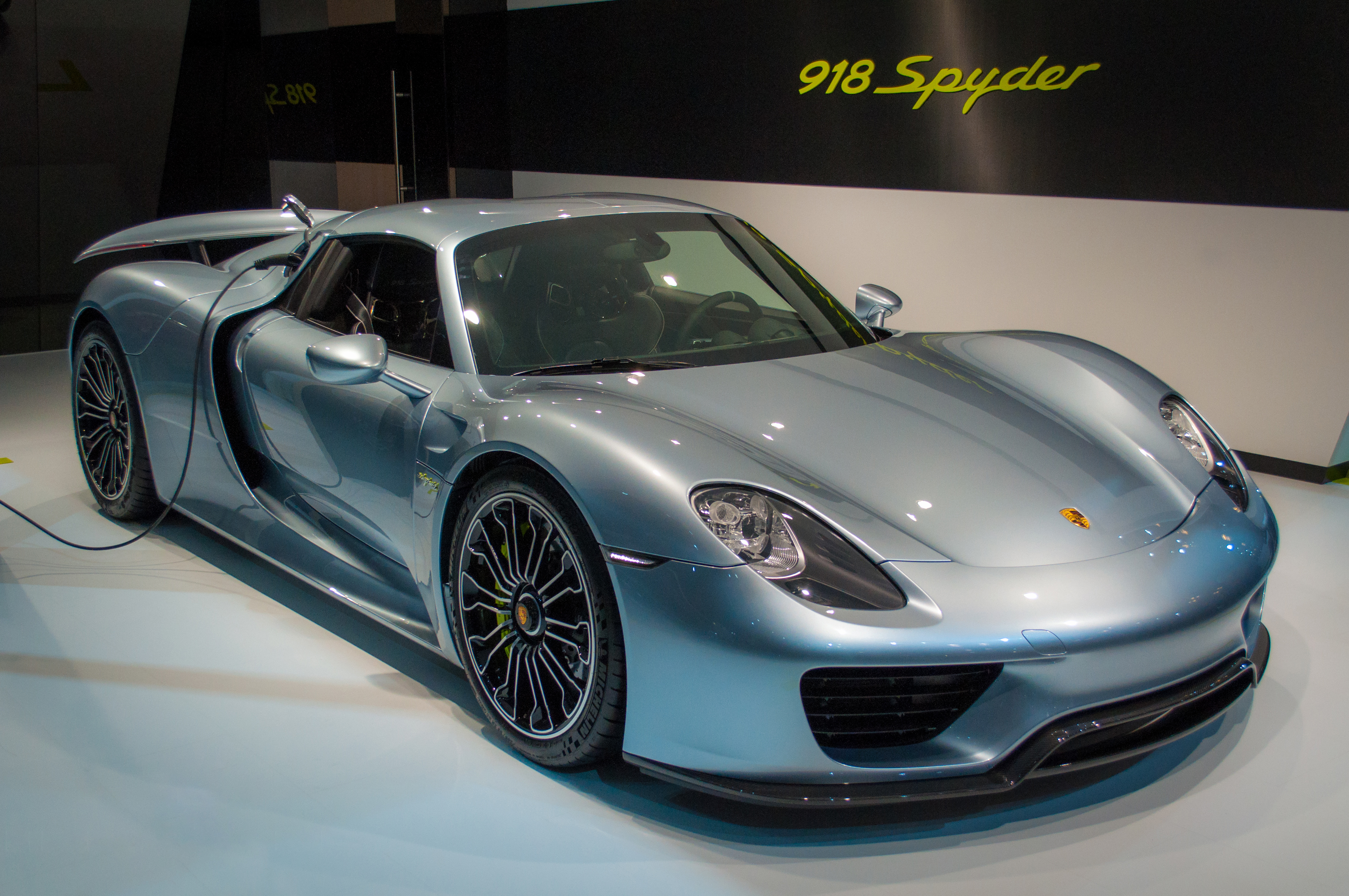
Porsche 918 Spyder
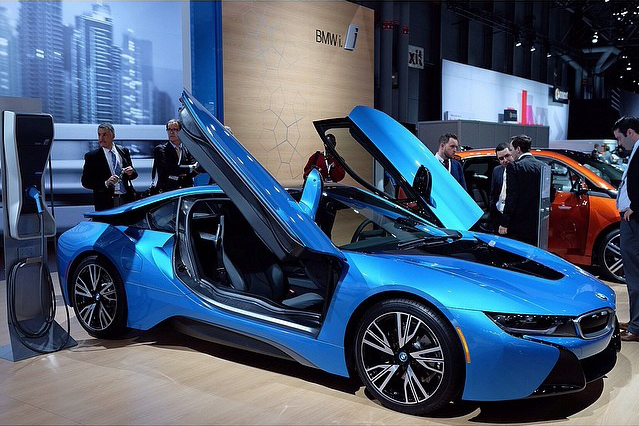
BMW i8
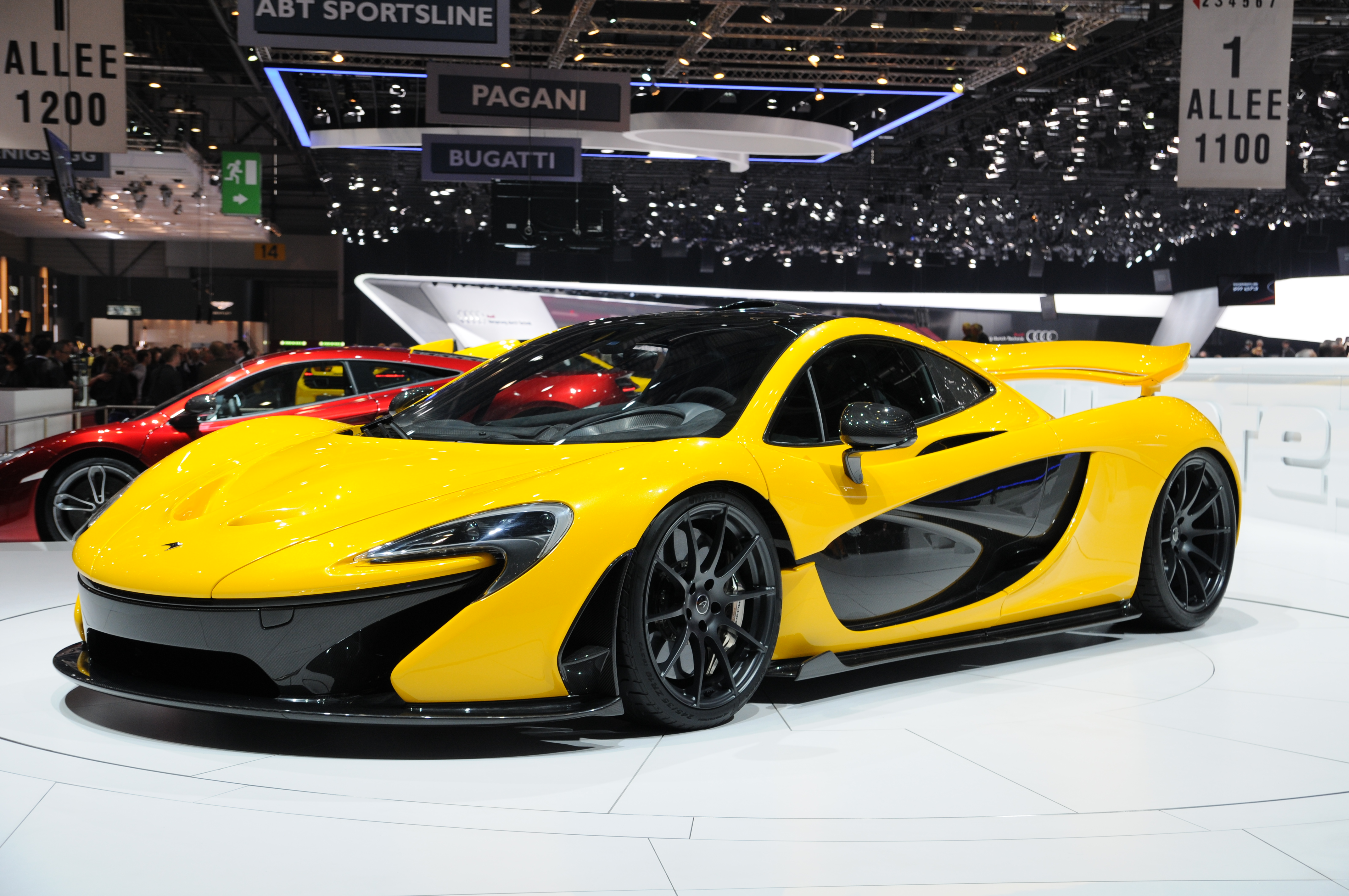
McLaren P1
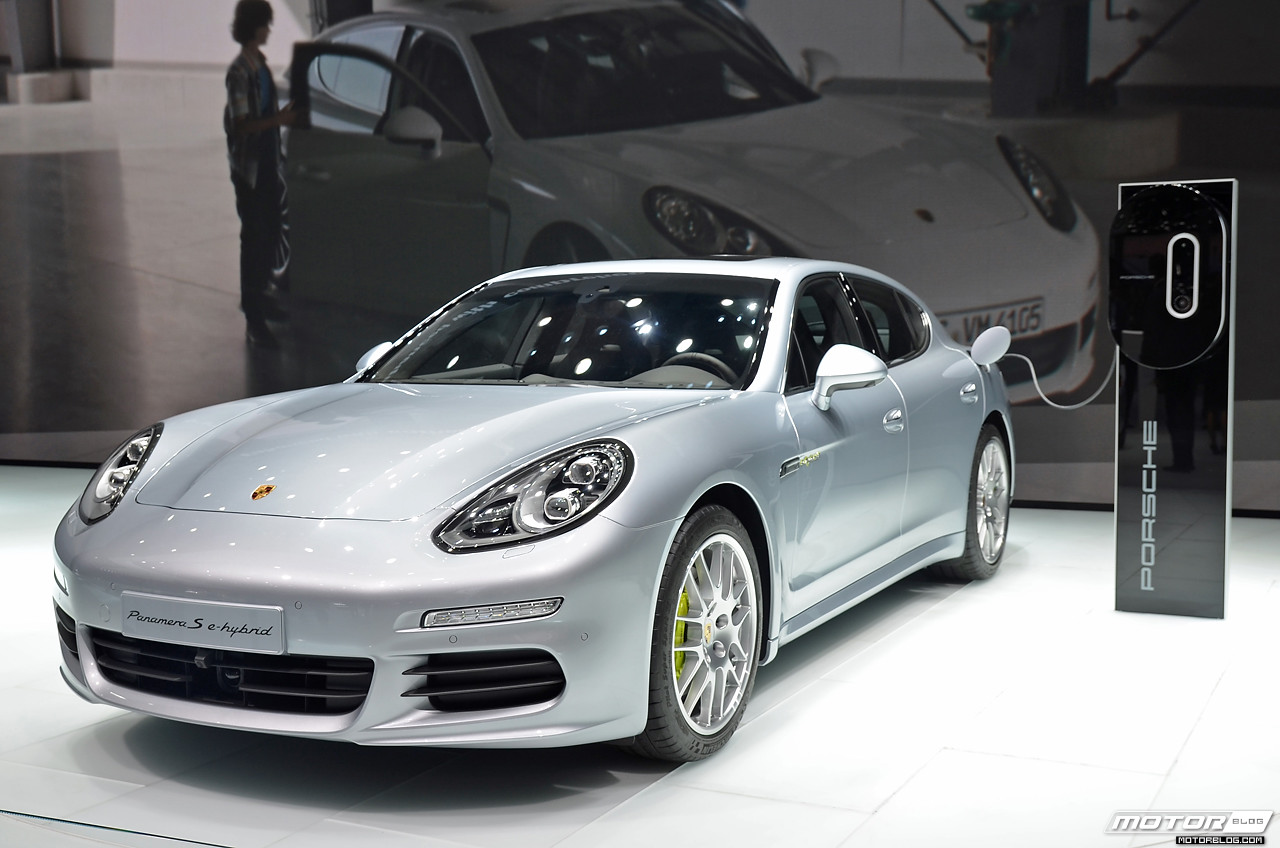
Porsche Panamera S E-Hybrid
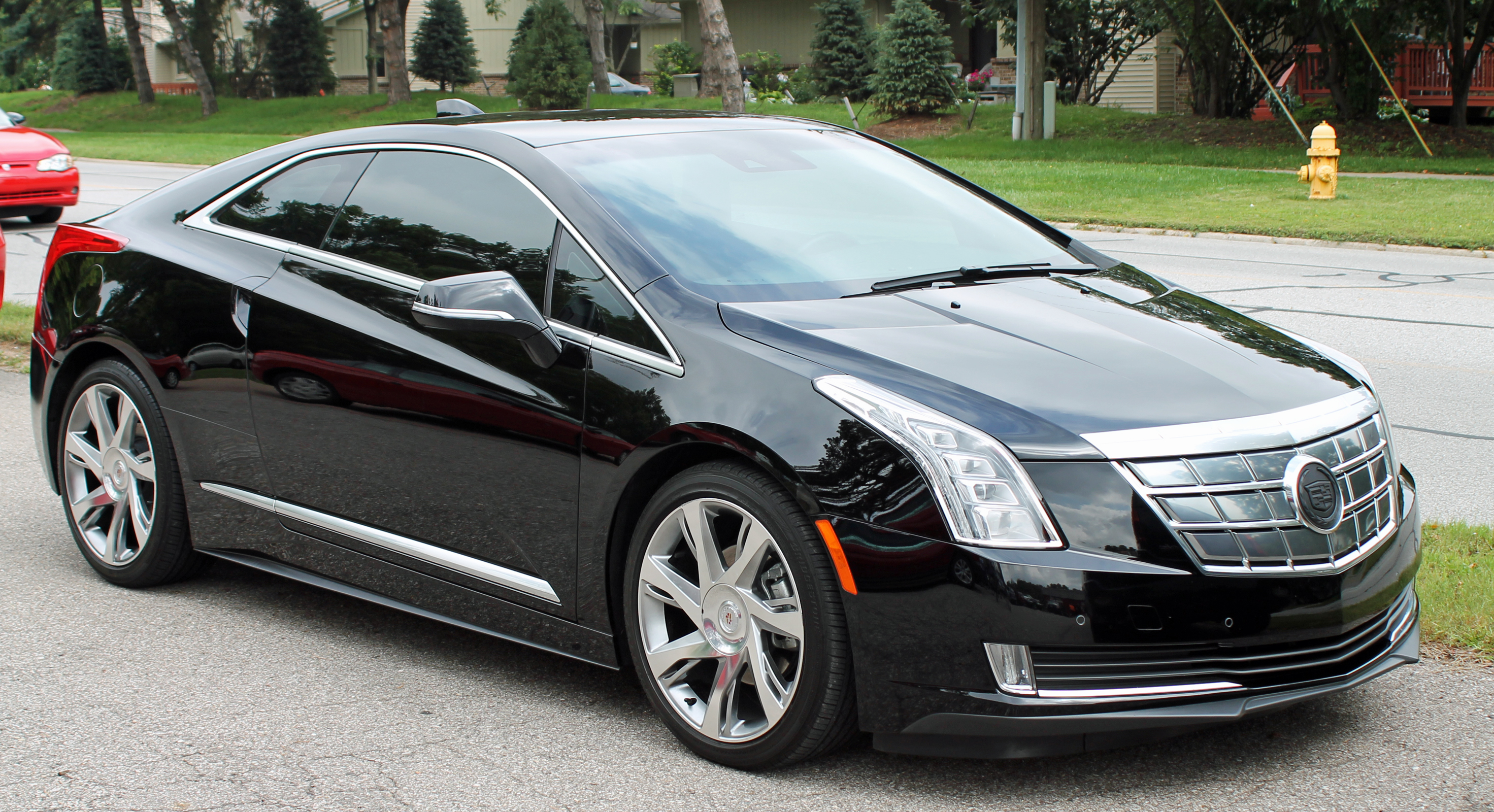
Cadillac ELR
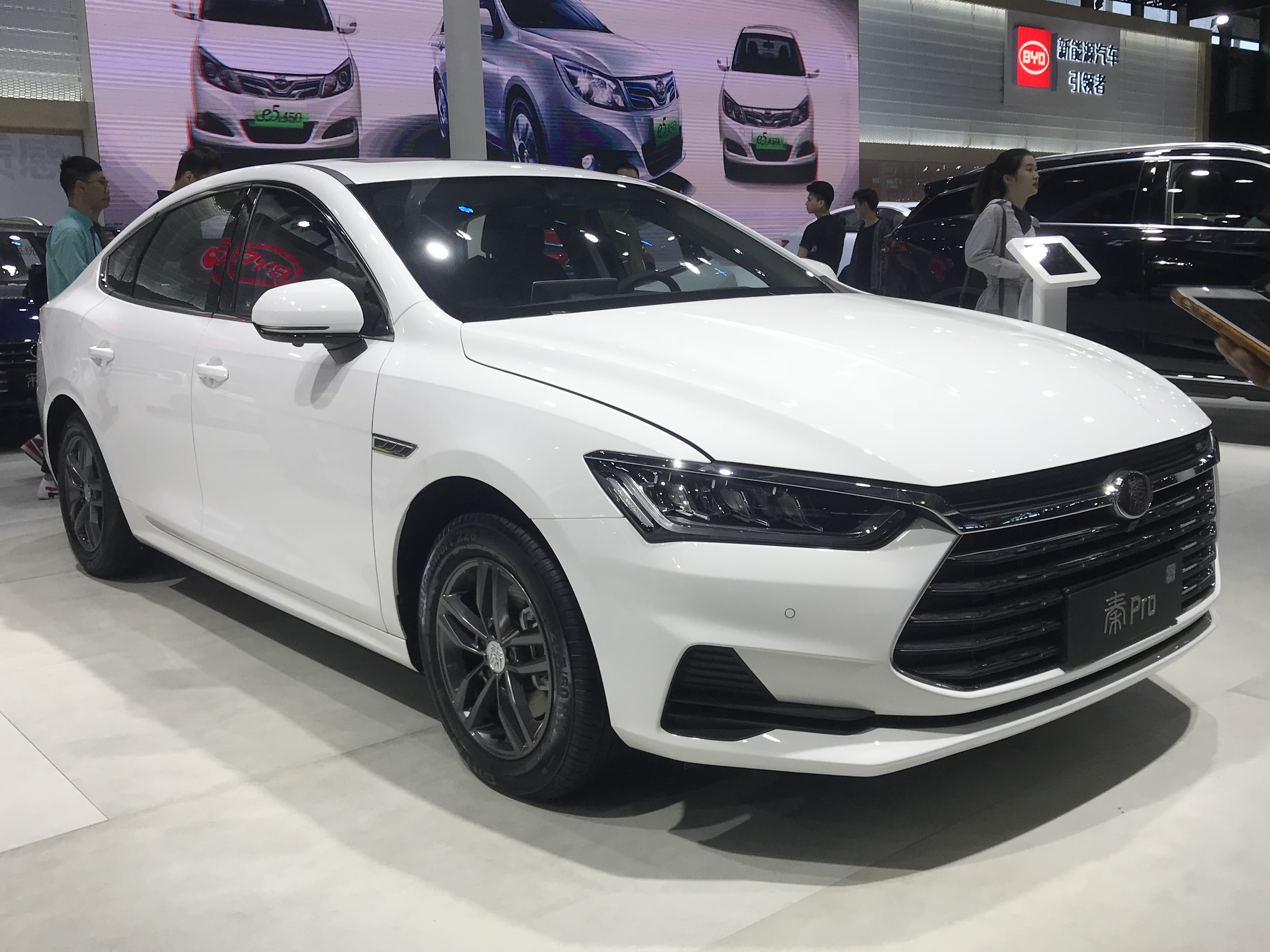
BYD Qin